# 中南剿匪
中南剿匪是1949年4月至1953年6月期間，中国人民解放军中南军区所属部隊在河南省、湖北省、江西省、湖南省、廣東省、廣西6省区與中華民國國軍残余及支持中國国民党的武裝进行的作战。中國共產黨方面宣稱在此期間一共消滅116万多人，缴获各种炮670余门、各种枪64万余支。